# Cútar
Cútar ist ein südspanischer Ort und eine Gemeinde (municipio) mit nur noch 587 Einwohnern (Stand: 2024) im Südosten der Provinz Málaga in der autonomen Gemeinschaft Andalusien.

## Lage und Klima
Der Ort Cútar liegt an einem sonnengeschützten Nordhang der Betischen Kordillere in einer Höhe von ca. 330 m; der Ort ist ca. 12 km Luftlinie von der Mittelmeerküste (Costa del Sol) entfernt. Die Provinzhauptstadt Málaga befindet sich etwa 43 km (Fahrtstrecke) südwestlich; die Stadt Vélez-Málaga ist nur knapp 20 km in südöstlicher Richtung entfernt. Das Klima ist gemäßigt bis warm; Regen (ca. 495 mm/Jahr) fällt überwiegend im Winterhalbjahr.

## Bevölkerungsentwicklung
| Jahr      | 1857  | 1900  | 1950  | 2000 | 2020 |
| Einwohner | 1.573 | 1.334 | 1.538 | 620  | 604  |

Die Einwohnerzahl der Gemeinde ist wegen der Mechanisierung der Landwirtschaft, der Aufgabe bäuerlicher Kleinbetriebe (Höfesterben) und der damit verbundenen Arbeitslosigkeit seit den 1950er Jahren deutlich gesunken.

## Wirtschaft
Die Gegend wurde wahrscheinlich schon in iberischer Zeit von Hirtennomaden und ihren Herden während der Sommermonate aufgesucht. Der sich später entwickelnde Ort mit seinen sich im Wesentlichen selbst versorgenden Einwohnern war traditionell von der Feldwirtschaft und von der Viehzucht abhängig. Angebaut wurden Getreide, Wein, Oliven und Gemüsepflanzen wie Bohnen und Erbsen; Cútar gehört seit dem Jahr 1932 zu den Gemeinden, in denen Malagawein angebaut werden darf. In den 1960er Jahren begann man mit der Entwicklung des Tourismus in Form der Vermietung von Ferienwohnungen (casas rurales).

## Geschichte
Die ältere Geschichte des Ortes liegt weitgehend im Dunkeln. Prähistorische, iberische, römische, westgotische und selbst maurische Funde fehlen; das Ortsbild mit seinen verwinkelten Gassen legt jedoch eine Besiedlung in maurischer Zeit nahe. Im Jahr 1487 wurde der Ort von einem Heer der Katholischen Könige erobert (reconquista). Die letzten Mauren oder Morisken (hier Monfiés genannt) wurden erst im Jahr 1570 vertrieben. Im Spanischen Unabhängigkeitskrieg war Cútar einer der wenigen Orte auf der Iberischen Halbinsel, die nicht von französischen Truppen besetzt wurden. Stattdessen trieben Banditen (bandoleros) zeitweise ihr Unwesen.

## Sehenswürdigkeiten
- Die verwinkelten und teilweise steil ansteigenden Gassen des Ortes sind seine größte Sehenswürdigkeit.
- Die im Mudéjar-Stil erbaute dreischiffige Iglesia de la Virgen de la Encarnación steht auf dem höchsten Punkt des Ortes; sie entstand um die Mitte des 16. Jahrhunderts anstelle einer Moschee, wurde jedoch später mehrfach restauriert. Das Innere der Kirche ist dreischiffig; die Schiffe (naves) werden von Arkadenbögen getrennt und von einem gemeinsamen Dachstuhl überspannt. Die linke Chorkapelle enthält Reste von Freskenmalereien.[7]
- Das etwa 200 m südlich der Ortsmitte gelegene und einst Aina Alcaharia genannte Bauwerk war eine maurische Brunnenstube mit einem pyramidenförmigen Dach.
- Das Museo del Monfi beschäftigt sich mit den Traditionen und schließlich der Vertreibung der letzten Mauren aus der Region.[8]